# Kruis der Ontsnapten
Het Kruis der Ontsnapten (Frans: Croix des Evadés) is een Belgisch ereteken verbonden aan de Tweede Wereldoorlog. Het werd uitgereikt aan al wie, met gevaar voor eigen leven, de door Duitsland bezette territoria ontvluchtte en de strijd tegen de nazi's voortzette.

## Instelling, criteria en procedure
Het ereteken werd op 25 februari 1944 ingesteld door een besluitwet van de Belgische regering in Londen. Om in aanmerking te komen voor het ereteken, moest de betrokkene na de Achttiendaagse Veldtocht het bezette grondgebied of Duitsland hebben verlaten en "een houding hebben gehad waaruit zijn vaderlandse gevoelens zijn gebleken". Ook ontsnapte krijgsgevangeneen konden de medaille bekomen, mits zij blijk gaven van "vaderlandslievende gevoelens".
Door de besluitwet van 14 juli 1944 werd het criterium van het ontvluchte territorium uitgebreid. Voortaan kwamen ook de Belgen in aanmerking die uit het door Duitsland omsingelde Duinkerke waren geëvacueerd, alsook degenen die, vóór 1 november 1940, uit het niet-bezette deel van Frankrijk of uit Frans Noord-Afrika konden ontkomen.
Na de ontsnapping, doorgaans naar het Verenigd Koninkrijk, moest de betrokkene bovendien deel hebben uitgemaakt van een geheime inlichtingen- of actiedienst in bezet gebied, ofwel drie maanden door de bezetters gevangen zijn geweest om patriottische redenen, of clandestien gereisd hebben om deel te nemen aan de voortgezette Belgische oorlogsacties.
Een bijzondere commissie moest de aanvragen onderzoeken en advies uitbrengen aan de Minister van Justitie, die de koninklijke besluiten tot toekenning mee ondertekende.
De wet van 19 februari 1954 legde een uiterste datum voor het indienen van de aanvragen vast op 7 juni 1954. Na tien jaar hadden 4.927 personen het Kruis der Ontsnapten ontvangen. Op vraag van overlevende oud-strijders werd in 2001 de uiterste indiendatum afgeschaft - nadien zijn er nog 25 dossiers goedgekeurd, de laatste in 2015.

## Enkele gedecoreerden
- Georges Danloy
- Jacques de Duve
- Joseph de Puysseleyr (postuum)
- Walter Ganshof van der Meersch
- Charles Gendebien
- Albert Mélot
- Jean-Baptiste Piron
- Charles Poswick